# Uncle Tom's Fairy Tales
Uncle Tom's Fairy Tales (conosciuto anche come Bon Appétit e The Trial) è un film comico statunitense del 1969, diretto da Penelope Spheeris, con protagonista Richard Pryor.
Inedito e mai completato, si disse che l'unica copia esistente del film fosse stata distrutta da Pryor dopo una lite con la moglie dell'epoca.
Tuttavia nel giugno 2005, alcune scene del film furono mostrate durante una retrospettiva in onore di Pryor alla Directors Guild of America, ma senza il suo consenso. Nell'agosto 2005 Richard e la moglie Jennifer Lee-Pryor intentarono una querela contro la Spheeris e la stessa figlia di Pryor, Rain. I querelanti affermavano che Spheeris e la figlia di Pryor avevano cospirato per portare via il film sopravvissuto dalla casa paterna a metà degli anni ottanta. La regista avrebbe rivelato di aver fornito il filmato all'Academy Film Archive dell'Academy of Motion Picture Arts and Sciences e che intendeva dare il film a Rain.
Pryor morì nel dicembre 2005 ma la causa è ancora in sospeso.

## Trama
Un ricco bianco sta praticando del cunnilingus sulla propria domestica afroamericana, quando irrompono nella stanza i membri di un gruppo di Pantere nere e lo prendono in ostaggio, prigioniero in un sotterraneo dove lo sottopongono a una specie di processo per tutti i crimini razziali commessi nella storia degli Stati Uniti d'America.

## Produzione
Nella sua autobiografia, Pryor Convictions and Other Life Sentences, Richard Pryor scrisse di aver concepito il soggetto del film come un esperimento ante litteram di cinema blaxploitation. Chiamò a dirigere la pellicola Penelope Spheeris, all'epoca ancora studentessa di cinema, ma circa a metà del processo di doppiaggio finirono i soldi e poco tempo dopo il film incompleto venne rubato. Pryor riuscì a recuperare la pellicola e convinse Bill Cosby a finanziarne il completamento. Tuttavia, non soddisfatto del risultato decise di non fare uscire il film.